# 열왕대전기
《열왕대전기》(列王大戰記)는 이정애가 창작한 대한민국의 만화이다. 1993년 대원의 만화 잡지 《터치》에서 연재가 시작되었고 《터치》가 1995년에 폐간된 이후 후속으로 창간된 《이슈》에서 1996년부터 1998년까지 연재되었다. 연재가 중단되기 전까지 단행본은 14권까지 출간되었으나 동성애 장면이 수정되어 출간되었다. 2000년에 서울문화사에서 단행본이 무삭제로 다시 출간되었으나 11권까지만 출간되고 완결되지 못하였다. 서울문화사에서 출간된 단행본 11권에는 대원에서 출간된 단행본 14권에는 수록되지 않은 연재분이 수록되어 있으며 서울문화사에서 출간된 단행본에도 수록되지 않은 연재분이 존재한다.

## 줄거리
천재들만 입학할 수 있는 크로스 유니온에 강개토라는 한국계 소년이 기부금으로 입학한다. 입학 첫날부터 특별한 행사를 제외하고는 입지 않는 교복을 입고 등교한 강개토는 온갖 기행으로 학교에서 요주의 인물이 된다.

## 등장 인물
강개토
16세. 코리아 타운에서 중국집을 경영하는 아버지와 여동생과 함께 살고 있는 평범한 한국계 소년. 평범한 지능 지수로 영재 학교인 크로스 유니온에 입학하여 입학 첫날부터 화제가 된다. 등교 첫날부터 행사 이외에는 아무도 입지 않는 교복을 입고 등장하고 룸메이트의 급식을 빼앗아 먹는 등 온갖 기행을 일삼아 학생들로부터 기피의 대상이 된다. 사실 그는 오래전부터 예언된 메시아로 그의 아버지도 사실 친아버지가 아니다. 양아버지의 죽음 등 여러 시련을 겪은 이후 메시아로 자각한다.
쇼너 스키올라
17세. 여자라고 해도 믿을 정도의 아름다운 외모를 가진 프랑스계 소년. 사실 교내 폭력 서클인 생제르맹의 리더로 히틀러라는 별명을 가지고 있다. 음악에 천재적인 재능을 가지고 있지만 어머니로부터 받은 상처로 인하여 음악과는 거리를 둔다. 강개토가 입학한 첫날 장난삼아 개토에게 키스하지만 개토의 아름다운 내면을 느끼고 그를 열렬히 사랑하게 된다.
이스라엘 레온 죠셉 드원터
17세. 본래 전공은 기호학이지만 기호학뿐만 아니라 언어, 철학 등 모든 인문학에서 천재적인 재능을 가진 영국계 소년. 그를 추종하는 학생들은 많으나 본인은 정작 간질을 앓고 있기 때문에 타인과의 교류를 거부한 채 지낸다. 처음에는 자신만의 공간을 침범한 강개토를 성가시게 생각했으나 개토가 각성하는 과정에서 병을 고쳐 준 이후 개토를 사랑하게 된다.
키엘 헤머슈타인
18세. 크로스 유니온의 학생회장으로 대중을 휘어잡는 카리스마를 가진 독일계 소년. 비밀결사인 적색기사단으로부터 미래에 나타날 메시아에 맞서 인류를 이끌 마이트레야로 선택된 뒤 혹독한 훈련을 받는다. 진정한 마이트레야로 거듭난 뒤에는 개토에 맞서 전쟁을 준비한다.
군요한
18세. 교내 봉사 서클인 세븐의 리더이자 순수하고 낙천적인 성격을 가진 중국계 소년. 어릴 때 이미 게임을 개발할 만큼 공학에 천재적인 재능을 가진 동시에 예지력 등의 초능력을 가지고 있다. 다만 일상적인 생활 능력은 거의 없어서 베스트 프렌드이자 룸메이트인 군나르에게 많이 의지한다.
군나르 힌덴바움
교내 봉사 서클인 세븐의 일원이자 요한의 베스트 프렌드인 네덜란드계 소년. 크로스 유니온에 입학하기 전 교통 사고로 가족을 모두 잃고 실의에 빠져 있던 그를 요한이 위로해 준 이후로 요한의 가장 친한 친구가 되었다. 사실 요한을 오래전부터 사랑하고 있으나 요한이 받을 충격을 우려하여 자신의 마음을 숨긴다.